# Raymond des Arènes
Raymond, também conhecido como Raimundo, o Professor (Nîmes, ? - Montpellier, 1176 ou 1177) foi um cardeal francês.

## Biografia
Estudou direito canônico e direito romano. Obteve o título de magister. Exerceu a advocacia em Avignon e Arles. Foi cônego do capítulo da catedral de Beauvais de 1149 a 1158. Foi um Scriptor apostólico.
O Papa Adriano IV o criou cardeal-diácono de Santa Maria em Via Lata em Consistório de fevereiro de 1158. Subscreveu nessa condição bulas papais entre 24 de fevereiro de 1158 e 12 de maio de 1159 e entre 6 de maio de 1162 e 27 de julho de 1165. Atuou como legado papal em Castela.
Esteve entre os apoiadores do Antipapa Vítor IV e, como tal, participou do Sínodo de Pavia, de 5 a 13 de fevereiro de 1160, convocado pelo Imperador Frederico Barba Ruiva.
Voltou à obediência do Papa Alexandre III por volta de 1162 e mudou-se para Montpellier.
Provavelmente, morreu nesta cidade, em 1176 ou 1177.

### Conclaves
- Eleição papal de 1159 - fez parte do grupo que elegeu o Antipapa Vítor IV.